# Atanazy Ludwik Kierśnicki
Atanazy Ludwik Kierśnicki SJ (Kiersznicki, Kiersnicki, ur. 15 lipca 1678 w Olszanach, zm. 1733 w Wilnie) – jezuita, kaznodzieja, pedagog, publicysta.

## Biografia
Do zakonu jezuitów wstąpił 27 lipca 1694 r. w Wilnie. Studiował w Pińsku i w Warszawie. W Warszawie został wyświęcony na księdza w 1705 r. Był wykładowcą retoryki w szkołach jezuickich w Wilnie (1706–1707) i Warszawie (1707–1708) oraz kaznodzieją królewskim, głoszącym kazania w kolegiacie św. Jana i bibliotekarzem kolegium warszawskiego (1709–1721), a następnie rektorem kolegium w Słucku (1722–1725), gdzie wystawił osobny budynek biblioteczny z cegły. W kolejnych latach pełnił funkcje prefekta kolegium w Grodnie (1727–1728) oraz superiora klasztoru jezuitów w Drohiczynie (1728–1732), gdzie budował nowe kolegium. Dwa lata przed śmiercią został profesorem prawa na Akademii Wileńskiej.
Wydał dwa zbiory kazań, pozostawił wiele rękopisów. Głosił kazania okolicznościowe z okazji ważnych wydarzeń, np. podczas koronacji obrazów MB Częstochowskiej w 1717 r. i MB Kodeńskiej w 1721 r. (był misjonarzem w Kodniu) oraz – prawdopodobnie – podczas ingresu biskupa poznańskiego Michała Bartłomieja Tarły. Według J. A. Poszakowskiego Atanazy Ludwik Kierśnicki jest rzeczywistym autorem dwóch utworów przypisywanych Janowi Fryderykowi Sapieże: Monumenta Antiquitatum Marianarum (Warszawa 1721) oraz Adnotationes historicae de origine, antiqvitate, excellentia, heroici ac celeberrimi in Regno Poloniae ordinis Equitum Aquilae Albae (Warszawa 1730).
W swoich pracach zawarł krytyczne uwagi dotyczące ustroju Rzeczypospolitej Obojga Narodów. Z goryczą pisał o upadku państwa i utracie wielu terytoriów, bezradności sejmów, krwawych starciach koterii magnatów i ich szlacheckiej klienteli, jednak nie zgłaszał propozycji zmian ustrojowych. Wyznawał ideę Bożej interwencji w poczynania ludzi. Z kolei w swoich kazaniach odwoływał się chętnie do przykładów historycznych i różnych aspektów codzienności staropolskiej, a także reprezentował konceptyzm. Z racji wykształcenia i zdolności oratorskich był przez współczesnych nazywany Peryklesem.

## Publikacje
- Basilica honoris avita Toporeorum [...] ad gloriae perennitatem erecta sacro honori Bartholomaei Tarło, Posnaniensis episcopi, ad nominates influas dicta [...], Varsoviae 1710.
- Klucze Do Skarbu Serdecznego W Słowie Bozym Utajone, Jasnie Wielmoznemv Iego Mosci Panv Stanisławowi Na Wołczynie y Radwanicach Ciołkowi Poniatowskiemu Podskarbiemu Wielkiemu ... z Roczną Pensyą Niedzielnych Kazan y holdujacą Bohatyrskiemu Honorowi Uniżonośćią od X. Atanazego Ludwika Kiersnickiego Societatis Jesu, Swietych Praw Kośćielnych Doktora Ofiarowane Roku Pańskiego 1725 (Wilno 725, Drukarnia Akademicka Societatis Jesu).
- Wolny Głos Mow Niedzielnych Naydzielnieyszym Głosem tak na puszczy Literatnego sequestru Jako na Publikach Statystycznych Zawołanego Senatora Jana Frideryka Sapiehy Kasztelana Trockiego Z więzow prywatnego milczenia Oswobodzony Y z Drukarskich cieniow polerowanym przez niezliczone wieki Strzały Starozytnej Splendorem Windykowany; Temuz Od Autora X. Atanazego Ludwika Kiersnickiego Poswięcony Roku 1727 (Warszawa 1727, Drukarnia Królewska w Kolegium Jezuitów)
- Monarchini polska głową swoją korony, a sercem swoim głowy koronująca (Częstochowa 1718; także [w:] Kazanie koronacyjne z 1717 roku. Marek Skwara (edycja, komentarz, objaśnienia). Szczecin: Wydawnictwo Naukowe Uniwersytetu Szczecińskiego, 2019, s. ?. ISBN 978-83-7972-308-9.